# 富兰克林 (路易斯安那州)
富兰克林（英語：Franklin），是美国路易斯安那州下属的一座城市。根据2010年美国人口普查，该市有人口7,660人。建置上，属于“city”。